# Фёдоровка (деревня, Дмитровский городской округ)
Федоровка — деревня в Дмитровском районе Московской области, в составе сельского поселения Куликовское. Население — 9 чел. (2010).

## Расположение
Деревня расположена на северо-западе района, на границе с Тверской областью, примерно в 42 км к северо-западу от Дмитрова, на правом берегу реки Сестры, высота центра над уровнем моря 116 м. Ближайшие населённые пункты на противоположном берегу реки, принадлежат Тверской области — Спиридово на северо-западе и Нижние Выселки на юго-западе.

## История
До 2006 года Федоровка входила в состав Зареченского сельского округа.

## Население
| 2002 | 2006 | 2010 |
| ---- | ---- | ---- |
| 14   | ↘11  | ↘9   |